# Gerda Stauner

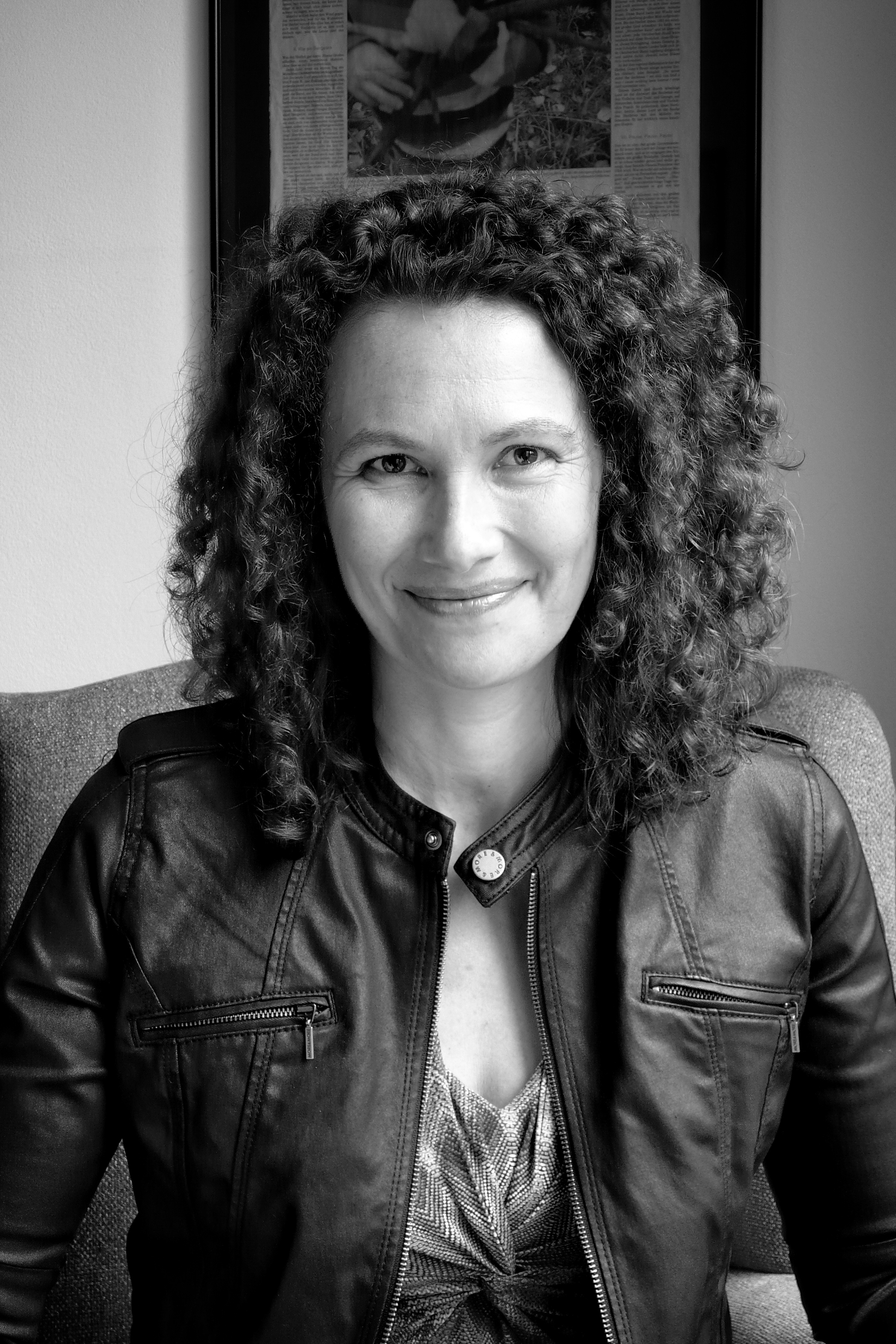
Gerda Stauner (2016)

Gerda Stauner (* 8. Juli 1973 in Seubersdorf in der Oberpfalz) ist eine deutsche Schriftstellerin.

## Leben
Gerda Stauner lebt in Regensburg, ist aber in der ländlichen Oberpfalz aufgewachsen. Mittlerweile fährt sie regelmäßig zum Schreiben in ihre alte Heimat zurück. Ihre Eindrücke der ländlichen Oberpfalz verarbeitete sie im Roman Wo ist dieses Glück noch mal?, der 2025 im Gmeiner-Verlag veröffentlicht wurde. Sie erlangte an der Berufsoberschule in Regensburg die fachgebundene Hochschulreife. Aus Interesse am Schreiben machte sie Praktika in einer Zeitungsredaktion und im Funkhaus Regensburg. Sie studierte Betriebswirtschaftslehre an der Fachhochschule Rosenheim. 1999 zog sie nach Regensburg und betrieb bis 2007 am Alten Kornmarkt das kleine Themenhotel Künstlerhaus. Gäste waren Musiker, Kabarettisten und Künstler wie Die Fantastischen Vier, Georg Ringsgwandl und Samy Deluxe. Mit der Hilfe von Barbara Krohn und Elfi Hartenstein begann sie in jener Zeit Texte zu verfassen. Mit ihrer zwischen 2016 und 2019 erschienenen Oberpfalztrilogie steht sie in einer Reihe mit Gottfried Kölwel, Eduard Dietz und Margret Hölle. Seit 2016 konzipiert sie Lesungen und Leseformate für Schulen und Bibliotheken sowie für Kulturveranstaltungen. Von ihrem Roman Wolfsgrund erschien 2021 eine gekürzte Hörbuchfassung. Außerdem schreibt Gerda Stauner Hörspiele, Theaterstücke und hostet einen Podcast. Ihre Textfassung des Klassikers Die Schatzinsel wurde vom Cantemus Chor im Sommer 2024 im Regensburger Audimax uraufgeführt. Zudem engagiert sich die Schriftstellerin in der Lese- und Schreibförderung von Kindern und Jugendlichen bei verschiedenen Projekten aus dem Bundesprogramm Kultur macht stark.

## Werke
- Grasmond – Zeitgeschichtlicher Roman. SüdOst Verlag, Regenstauf 2016, ISBN 978-3-86646-763-7.[5]
- mit Peter Morsbach, Helmut Wilhelm, Josef Winkler, Michaela Burghardt, Günter Gebauer, Herbert Brekle, Aki Schindler, Walter Ferstl, Klaus Caspers, Achim Hubel, Harald Grill, Sabine Eva Rädisch und Angela Kreuz: „Wir wollen Wächter sein“ – 50 Jahre Vereinigung Freunde der Altstadt Regensburg e.V. (1966–2016), Festschrift. Dr. Peter Morsbach Verlag, Regensburg 2017.
- Sauforst – Vom Suchen und Finden der Heimat. SüdOst Verlag, Regenstauf 2017, ISBN 978-3-86646-785-9
- Wolfsgrund – Eine Spurensuche. SüdOst Verlag, Regenstauf 2019, ISBN 978-3-95587-748-4.
- Wo ist dieses Glück noch mal? Gmeiner Verlag, 2025, ISBN 978-3-8392-0836-6

## Ehrungen
- Kulturförderpreis der Stadt Regensburg (2018)[6]
- Nominierung für den Deutschen Engagementpreis (2023)
- Ausgezeichnet beim Segeberger Preis (2023)